# Rama chandramara
Rama chandramara és l'únic siluriforme del gènere Rama. De la família dels bagrinis, no excedeix els 5 cm i habita rases, corrents i canals de l'Índia i Bangladesh.